# Giuseppe Maria Crespi

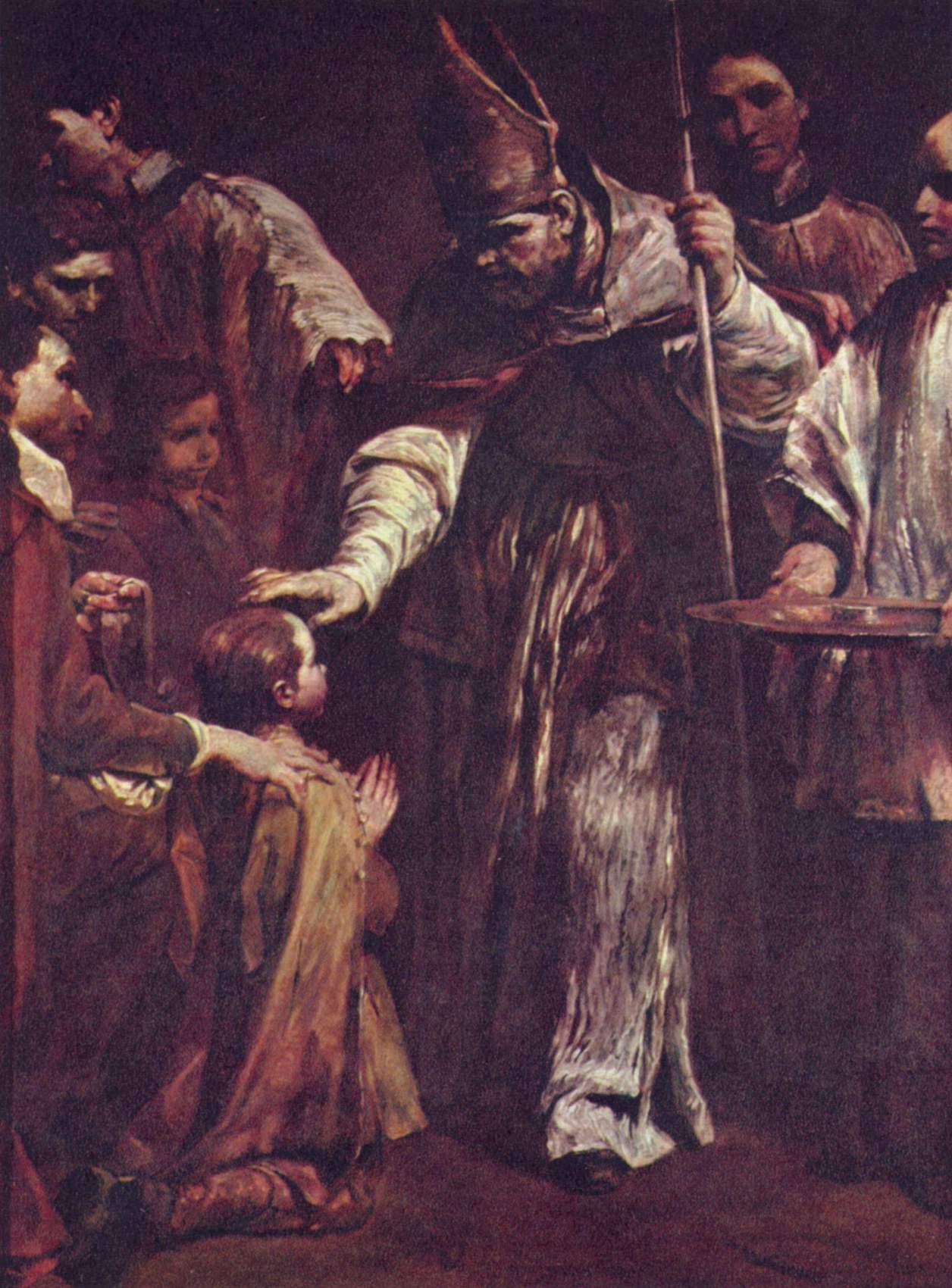
La confirmación, de la serie de Los siete Sacramentos, obra de Giuseppe Maria Crespi.

Giuseppe Maria Crespi (14 de marzo de 1665 - 16 de julio de 1747), apodado Lo Spagnuolo («El Español»), fue un pintor italiano del barroco tardío, perteneciente a la Escuela Boloñesa. Su ecléctica producción incluye pintura religiosa y retratos, pero es actualmente famoso sobre todo por sus obras de género.

## Biografía
Crespi nació en Bolonia, hijo de Girolamo Crespi e Isabella Cospi. Su madre era pariente lejano de la noble familia Cospi, que tenía lazos con la dinastía florentina de los Médicis. Le apodaban «el Español» (Lo Spagnuolo) debido a su costumbre de llevar ropas ceñidas, lo que era la moda española de la época.
A los doce años de edad, fue aprendiz de Angelo Michele Toni (1640-1708). Desde los quince hasta los dieciocho trabajó con el boloñés Domenico Maria Canuti. Se dice que el pintor romano Carlo Maratti, en una visita a Bolonia, invitó a Crespi a trabajar en Roma, pero él declinó la oferta. El amigo de Maratti, el boloñés Carlo Cignani invitó a Crespi en 1681-1682 a unirse a una Accademia del Nudo para estudiar el dibujo, y permaneció en ese taller hasta 1686, cuando Cignani se trasladó a Forlì y su estudio fue asumido por el alumno más destacado de Canuti, Giovanni Antonio Burrini. Burrini probablemente le orientó en el estudio de la pintura veneciana. En adelante, Crespi trabajó de manera independiente respecto a otros artistas.
Su principal biógrafo, Giampietro Zanotti, dijo de Crespi: (Él) «nunca más le faltó el dinero, y pintó las historias y caprichos que nacían en su imaginación. Muy a menudo pintó también cosas corrientes, representando las ocupaciones más bajas, y gentes que, nacidas en la pobreza, deben mantenerse a sí mismos cumpliendo las exigencias de los ciudadanos acaudalados». Así le ocurrió al propio Crespi, pues comenzó su carrera sirviendo a mecenas acaudalados con su obra artística. Se dice que tenía una camera optica en su casa para pintar. Para la década de los noventa del siglo XVII, acabó varios retablos de altar, incluyendo una Tentación de san Antonio, encargo del conde Carlo Cesare Malvasia, hoy en San Niccolò degli Albari.
Viajó a Venecia, pero sorprendentemente, nunca fue a Roma. Llevando consigo el gran lienzo religioso de la Matanza de los inocentes, pintado dos años antes, y una carta de recomendación del conde Vincenzo Rannuzi Cospi a modo de presentación, Crespi huyó en mitad de la noche a Florencia en 1708, y obtuvo el mecenazgo del gran duque Fernando I de Médici. Se había visto obligado a abandonar Bolonia con el lienzo, que aun pretendido para el duque, se le había antojado a un sacerdote local, Don Carlo Silva para sí mismo. Los acontecimientos alrededor de este episodio suscitaron muchos pleitos, en los que Crespi, al menos durante los cinco años siguientes, encontró en el duque un firme protector. En 1709 fue nuevamente huésped de Fernando de Toscana, quien lo recibió en su villa de Pratolino. Es aquí donde ejecuta un cuadro de género que se haría famoso: Mercado de Poggio a Caiano.
Artista ecléctico, Crespi fue un retratista y un brillante caricaturista, y también fue conocido por sus aguafuertes según Rembrandt y Salvator Rosa. Podía decirse que pintó una serie de obras maestras en diferentes estilos. Pintó pocos frescos, en parte porque rechazaba trabajar para los pintores en quadratura, aunque de todas formas, su estilo no hubiera encajado con los requisitos y exigencias de ese medio entonces a menudo usado para escenografías grandilocuentes. No era apreciado universalmente, Luigi Lanzi menciona que Mengs se lamentaba de que la escuela boloñesa acabara con el caprichoso Crespi. El propio Lanzi describe a Crespi como un pintor que permite que «su gusto por la novedad domine a su buen genio artístico». Consideraba que Crespi incluía la caricatura incluso en temas bíblicos o heroicos, caía en manierismos, y pintaba con pocos colores y pocas pinceladas, «empleadas, ciertamente, con juicio, pero de manera demasiado superficial y sin fuerza del cuerpo». Lo cierto es que la pintura de Crespi poco tiene que ver con la pintura académica boloñesa de generaciones anteriores.
Alrededor de 1712 pintó una célebre serie de lienzos, Los siete Sacramentos, que actualmente se encuentran en la Gemäldegalerie, de Dresde. Originalmente se ejecutó para el cardenal Pietro Ottoboni en Roma, y a su muerte pasó al Elector de Sajonia. Estas imponentes obras están pintadas con pincelada suelta, pero aun así conservan una sobria piedad. No usa símbolos hieráticos, como santos o putti, sino gente corriente para ilustrar la actividad sacramental. Renuncia, pues, al tono alegórico y adopta un toque humorístico en su estilo narrativo. Demuestra su observación de los gestos y del movimiento. Evidencia sus efectos de luz, irregulares e imprevibles. En esta serie se pone de manifiesto la influencia de Rembrandt. Está considerada la obra maestra de Crespi y, sin duda, «uno de los mayores éxitos de la pintura italiana del siglo XVIII».
Fiel a su eclecticismo es la naturalística Confesión de la reina de Bohemia, obra tardía. En este cuadro, se dice mucho mediante los rostros parcialmente en sombras. Su Resurrección de Cristo es un arreglo dramático en perspectivas dinámicas, en parte influidas por el retablo de Annibale Carracci sobre el mismo tema.
Siendo muchos pintores los que se unieron al taller que Crespi estableció después de la marcha de Cignani, pocos destacaron. Antonio Gionima tuvo un éxito moderado. Otros fueron Giovanni Francesco Braccioli, Giacomo Pavia, Giovanni Morini, Pier Guariente, y Cristoforo Terzi. Puede que también influyera en Giovanni Domenico Ferretti. El veneciano Giovanni Battista Piazzetta afirmó haber estudiado con Crespi, pero no hay documentación que lo acredite. Se cree que igualmente Pietro Longhi estuvo en el taller de Crespi.
Dos hijos de Crespi, Antonio (1712-1781) y Luigi (1708-1779) se convirtieron en pintores. Según su relato, Crespi podía haber usado una cámara oscura para que le ayudase en la representación de escenas exteriores en los años últimos de su vida. Según su hijo Luigi, la pretensión de su padre era estudiar los efectos de luz en la naturaleza. Después de la muerte de su esposa, se recluyó, abandonando su casa rara vez, excepto para ir a misa diaria.

## Crespi y la pintura de género

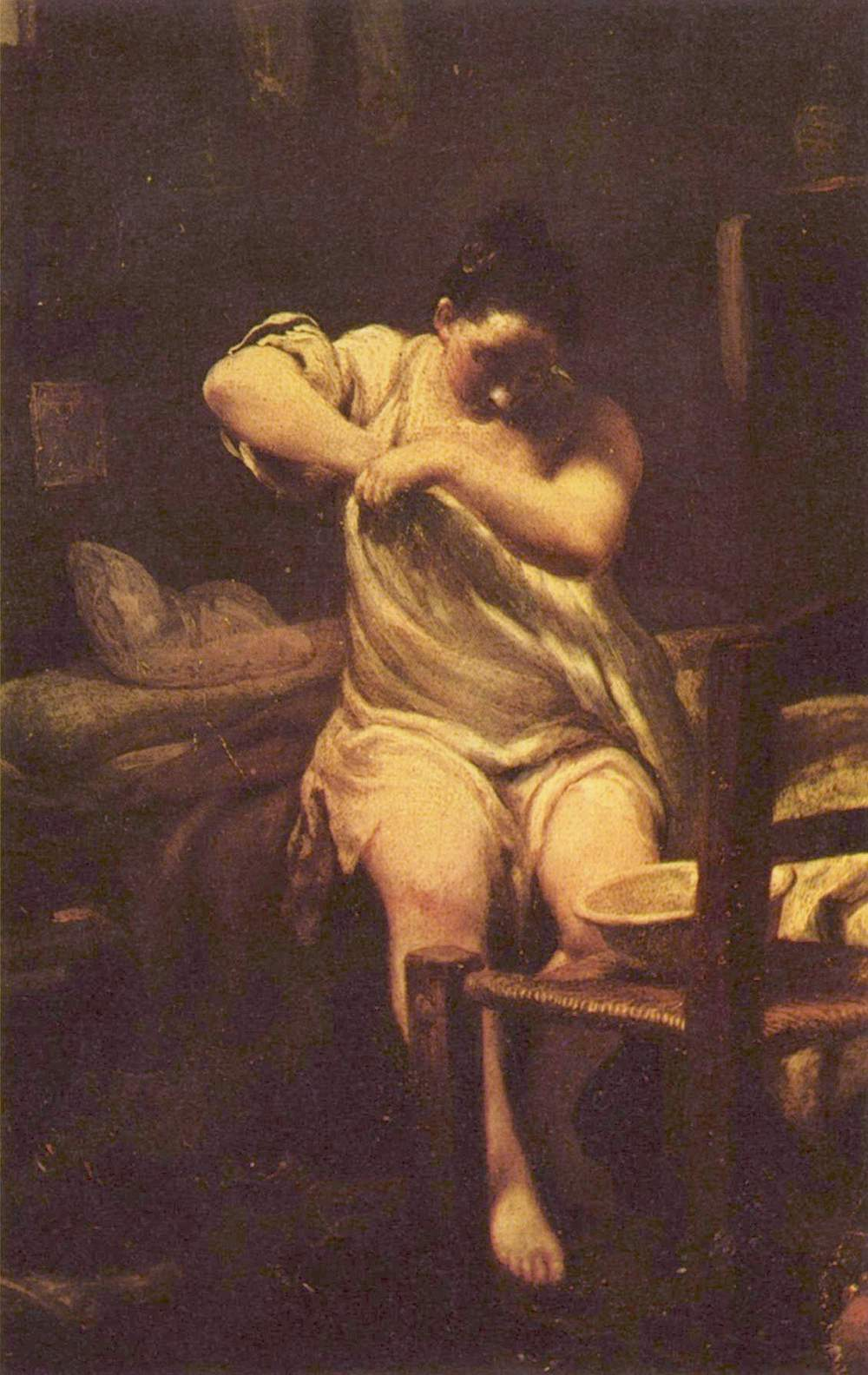
La buscadora de pulgas (detalle), h. 1707-1709, Galería de los Uffizi, Florencia.

Crespi es conocido sobre todo como uno de los más destacados pintores de género en la Italia barroca. Los italianos, hasta el siglo XVII, habían prestado poca atención a semejantes temas, concentrándose, en lugar de ello, en las grandes imágenes de la religión, la mitología y la historia, así como en retratos de poderosos. En este difieren mucho de los europeos del Norte, especialmente de los holandeses, que tenían una gran tradición en la representación de las actividades cotidianas. Había excepciones: el gran pintor de frescos barrocos, el boloñés Annibale Carracci, había pintado paisajes pastoriles, y representaciones hogareñas de comerciantes como carniceros. Antes de él, Bartolomeo Passerotti  y el cremonés Vincenzo Campi  habían tratado el tema. En esta tradición, Crespi también siguió los precedentes establecidos por los bambochantes, principalmente los pintores de género holandeses activos en Roma. Posteriormente esta tradición sería seguida también por Piazzetta, Pietro Longhi, Giacomo Ceruti y Giovanni Domenico Tiepolo por señalar algunos. 
Uno de sus primeros cuadros de género fue el famoso Mercado de Poggio a Caiano, pintado en Pratolino. En él muestra la influencia de pintores como Bassano y de los holandeses, que había visto en las colecciones del gran duque de Toscana.
Pintó muchas escenas de cocina  y otros temas domésticos. La pintura de La buscadora de pulgas (1709-10) representa a una joven preparándose para dormir y, supuestamente, preparándose para un parásito que le molestará. La rodea una ambientación escasa, un florero con algunas flores y un collar barato de cuentas que cuelga en pared. Pero ella se refugia en una blanda matriz de luz. No es una belleza botticelliana, sino uns mortal, con su perrillo faldero dormido sobre las sábanas.
En otra escena de género, Crespi capta el enojo de una mujer con un hombre que está orinando en público sobre una pared, con un gato picaresco quejándose también de la indiscreción del hombre.

## Obras
- Bodas de Caná, Art Institute de Chicago
- Sagrada familia (1688), cuadro de altar de la iglesia parroquial de Bergantino (provincia de Rovigo)
- Virgen del Carmen
- San Antonio abad tentado por los demonios (1690), San Niccolò degli Albari, Bolonia. Este cuadro tiene una presentación escenográfica barroca.
- Eneas, Caronte y la Sibila, Museo de Historia del Arte de Viena
- Troyanas cegando a Polimnestor, Museos Reales de Bellas Artes, Bruselas
- Tarquino y Lucrecia, Galería Nacional de Arte, Washington D. C.
- Hércules sobre el carro tirado por las horas, Las cuatro estaciones, Las tres Parcas, Neptuno y Diana, (1691), frescos del Palacio Pepoli Campogrande, Bolonia. Es la obra maestra de estos años de Crespi: gestos y expresiones patéticas, visión humana de temas mitológicos; detalles realistas que se oponen al clasicismo de la Escuela Boloñesa.

- Educación de Aquiles, principios del siglo XVIII, Museo de Historia del Arte, Viena; realizado para el príncipe Eugenio de Saboya
- Éxtasis de santa Margarita (1701), Catedral de Bolonia; cuadro de altar encargado por el príncipe Fernando de Toscana
- Matanza de los inocentes (1706), Uffizi, Florencia; Pinacoteca Nazionale de Bolonia; y National Gallery, Dublín.
- La buscadora de pulgas, h. 1707-1709, óleo sobre cobre, 46 x 34 cm, Galería de los Uffizi, Florencia ; otras versiones: Museo Nazionale di San Matteo, Pisa, y Museo de Capodimonte, Nápoles
- La feria de Poggio a Caiano (1709), Galería de los Uffizi, Florencia
- Serie de Los siete sacramentos (1712), Gemäldegalerie, Dresde
  - Bautismo
  - Confirmación
  - Matrimonio
  - Confesión
  - Comunión
  - Extremaunción
  - Ordenación
- Encuentro entre Jacobo Estuardo y el príncipe Albani, Národní Galerie, Praga
- Feria de pueblo con dentista (1715-20), Pinacoteca de Brera, Milán
- Retrato del conde Fulvio Grati (1720–1723), Museo Thyssen-Bornemisza, Madrid.
- Virgen y el Niño con tres santos (1722), Catedral de Sarzana, obra religiosa tardía con un colorido más tierno
- La crucifixión (Pinacoteca de Brera, Milán)
- Dos retablos para la iglesia del Gesù, Ferrara(1728–1729)
- Cuatro retablos para la iglesia parroquial de San Paolo d’Argon, Bérgamo (1728–1729)
- Moisés salvado de las aguas, David y Abigail, Museo del Palacio de Venecia, Roma. Cuadros para el cardenal Ruffo.*Martirio de san Juan Evangelista
- La crianza de Júpiter (1729), Kimbell Art Museum, Fort Worth
- La Asunción de la Virgen (1730), Archivio Arcivescovile, Lucca
- Cantante a la espineta con un admirador  (Años 1730), Uffizi
- Josué parando el sol (1737), Capilla Colleoni, Bérgamo
- Martirio de san Pedro de Arbuès (1737), Colegio de España, Bolonia
- Autorretrato, Pinacoteca Nazionale, Bolonia
- La familia de Zanobio Troni, Pinacoteca Nazionale, Bolonia
- Música, Museo de Bellas Artes, Boston. Caracterizado por su naturalismo.
- Cazador, Pinacoteca Nacional, Bolonia
- Cartero, Staatliche Kunsthalle, Karlsruhe
- General Pallfy, Gemäldegalerie, Dresde
- Escena de patio, Pinacoteca Nacional, Bolonia
- Mujer lavando platos, Galería de los Uffizi
- Familia campesina con niños jugando, Londres
- Familia de campesinos, Nationalmuseum, Budapest
- Campesinos tocando instrumentos musicales, Londres
- Campesinos con asnos, Londres
- Amantes inoportunos, Museo del Hermitage, San Petersburgo
- Flirteo entre campesinos, Londres
- Menghina del Jardín se encuentra con Cacasenno
- Cupidos jugando , El Paso Museum of Art
- Confesión de la reina de Bohemia, Galería Sabauda, Turín
- Joven con la tórtola, City Museum, Birmingham
- Libros de Música, Bolonia
- Retrato del cardenal Lambertini, Ciudad del Vaticano, último ejemplo de sus penetrantes retratos